# Meteorium elatipapilla
Meteorium elatipapilla là một loài Rêu trong họ Meteoriaceae. Loài này được J.X. Luo mô tả khoa học đầu tiên năm 1989.